# Райнд-Татт, Джулиан
Джулиан Алистер Райнд-Татт (англ. Julian Rhind-Tutt; род. 20 июля 1967 года) ― английский актёр и продюсер.

## Юность
Райнд-Татт родился в Уэст-Дрейтоне, Мидлсекс, младшим из пяти детей. Он учился в школе Джона Лайона в Харроу, Мидлсекс, где играл в школьных постановках. В середине 1980-х годов он сыграл главную роль в школьной постановке «Гамлет», которая состоялась на Эдинбургском фестивале. После изучения английского языка и театра в Уорикском университете он поступил в Центральную школу речи и драматургии в Лондоне, где в 1992 году получил премию Карлтона Хоббса от BBC Radio Drama.

## Карьера
Первой значительной актёрской ролью Райнд-Татта стала роль герцога Йоркского в фильме «Безумие короля Георга» (1994). За этим последовала череда небольших ролей на телевидении и в кино. Затем он получил главную роль в драме Уильяма Бойда о первой мировой войне «В июле 1916: Битва на Сомме» (1999) вместе с Полом Николлсом и Дэниелом Крейгом. С 2004 по 2006 год он играл в сериале «Зелёное крыло». Затем сыграл в культовом американском сериале «Кин Эдди» роль инспектора Монти Пиппина. Он снимался в клипе на сингл Roots Manuva «Too Cold». Участвовал в более чем 50 радиопередачах.
В 2008 году он снял короткометражный фильм, посвящённый 60-летию Всеобщей декларации прав человека. В 2015 году снялся в телесериале «Палач-бастард» в роли лорда Пембрука. В 2018 году появился в роли маркиза Блейна в оригинальном сериале Hulu «Блудницы».

## Личная жизнь
Райнд-Татт женат на Наташе Зайц, визажисте и инструкторе по йоге из Словении. У них есть сын Люциан.